# Anjana Vasan

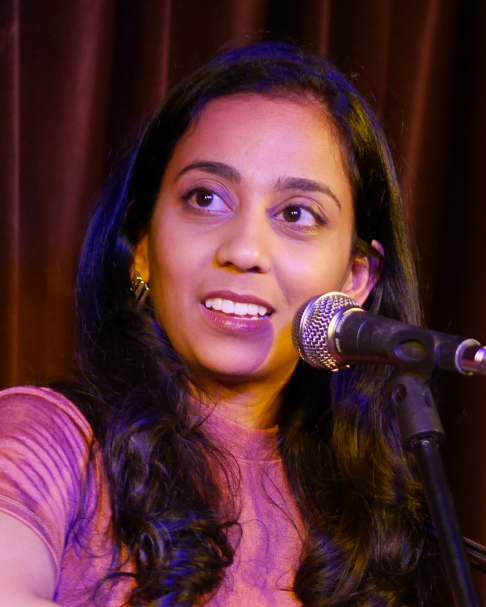
Anjana Vasan, 2017

Anjana Vasan (* 31. Januar 1987 in Chennai, Indien) ist eine singapurische Schauspielerin.

## Leben
Anjana Vasan wurde in Indien geboren und kam als Kleinkind nach Singapur. Sie studierte Theaterwissenschaften an der National University of Singapore und danach Schauspiel am Royal Welsh College of Music & Drama in Cardiff im Vereinigten Königreich mit Abschluss 2012. Danach war sie hauptsächlich als Theater-Schauspielerin tätig, hatte aber auch Auftritte in Film und Fernsehen. 2021 spielte sie die Gitarristin „Amina“ in der Britcom We Are Lady Parts wofür sie für mehrere Preise nominiert wurde. 2022 spielte sie „Pam“ in der Serie Killing Eve.
Für ihre Rolle im Stück A Streetcar Named Desire wurde sie 2023 mit einem Laurence Olivier Award for Best Actress in a Supporting Role ausgezeichnet.

## Filmografie (Auswahl)
- 2015: Cinderella
- 2018: Hang Ups (Fernsehserie, 5 Folgen)
- 2018: London Unplugged
- 2019: Spider-Man: Far From Home
- 2020: Mogul Mowgli
- 2021: We Are Lady Parts (Fernsehserie, 6 Folgen)
- 2021: Cyrano
- 2022: Killing Eve (Fernsehserie, 7 Folgen)
- 2023: Black Mirror (Fernsehserie, Staffel 6, Folge 5 „Dämon 79“)
- 2023: Kleine schmutzige Briefe (Wicked Little Letters)